# Vážený průměr
Vážený průměr zobecňuje aritmetický průměr a poskytuje charakteristiku statistického souboru v případě, že hodnoty v tomto souboru mají různou důležitost, různou váhu. Používá se zejména při počítání celkového aritmetického průměru souboru složeného z více podsouborů.
Pro výpočet váženého průměru potřebujeme jednak hodnoty, jejichž průměr chceme spočítat, a zároveň jejich váhy.
Máme-li soubor {\displaystyle n} hodnot
{\displaystyle X=\{x_{1},\ldots ,x_{n}\}}
a k nim odpovídající váhy
{\displaystyle W=\{w_{1},\ldots ,w_{n}\}},
je vážený průměr dán vzorcem
{\displaystyle {\bar {x}}={\frac {\sum _{i=1}^{n}w_{i}x_{i}}{\sum _{i=1}^{n}w_{i}}}}
či
{\displaystyle {\bar {x}}={\frac {w_{1}x_{1}+w_{2}x_{2}+w_{3}x_{3}+...+w_{n}x_{n}}{w_{1}+w_{2}+w_{3}+...+w_{n}}}}
Pokud jsou všechny váhy stejné, je vážený průměr totožný s aritmetickým průměrem. Ačkoli se vážený průměr chová podobně jako aritmetický průměr, má několik nezvyklých vlastností, které jsou například vyjádřeny v Simpsonově paradoxu.
Vážené verze jiných průměrů lze také spočítat. Příkladem je vážený geometrický průměr nebo vážený harmonický průměr.

## Příklad
Řekněme, že škola má dvě třídy, jednu s 20 studenty a druhou s 32. Bodové ohodnocení v každé třídě při jednom testu bylo
- Třída A — 62, 67, 71, 74, 76, 77, 78, 79, 79, 80, 80, 81, 81, 82, 83, 84, 86, 89, 93, 98
- Třída B — 80, 81, 82, 83, 84, 85, 86, 87, 87, 88, 88, 89, 89, 89, 90, 90, 90, 90, 91, 91, 91, 92, 92, 93, 93, 94, 95, 96, 97, 98, 99, 100

Aritmetický průměr bodů ve třídě A je 80, ve třídě B je 90. Když spočítáme aritmetický průměr 80 a 90, dostaneme 85. Toto ovšem není aritmetický průměr bodů všech studentů. K jeho určení potřebujeme spočítat součet všech bodů a vydělit počtem všech studentů, tedy
{\displaystyle {\bar {x}}={\frac {4480}{52}}\doteq 86{,}15}
Nebo si můžeme pomoci váženým průměrem a spočítat vážený průměr průměrů bodů obou tříd použitím počtu studentů jako vah:
{\displaystyle {\bar {x}}={\frac {20\cdot 80+32\cdot 90}{20+32}}\doteq 86{,}15}
Nyní jsme již k vypočítání aritmetického průměru všech bodů nepotřebovali znát jednotlivé známky, stačily nám pouze aritmetické průměry a počty studentů v jednotlivých třídách.

### Příklad z praxe
Průměrná denní teplota se v meteorologii stanovuje jako průměr z teploty vzduchu naměřené v 7 hodin, teploty ve 14 hodin a teploty v 21 hodin, přičemž poslední údaj se započítává s dvojnásobnou váhou. Platí tedy
{\displaystyle {\bar {t}}={\frac {t_{7}+t_{14}+2\cdot t_{21}}{4}}}